# Patria AMV
Patria AMV (Armored Modular Vehicle) je višenamjensko oklopno vozilo na kotačima konfiguracija 8×8 ili 6×6, koje proizvodi finski proizvođač Patria. Prototip je proizveden 2001. godine, a prva su vozila isporučena Finskoj vojsci 2003. godine. Serijska proizvodnja započela je 2004. godine.
Glavna osobina Patrie AMV je modularni dizajn koji omogućava ugradnju različitih oružja, senzora ili komunikacijskih sustava na isto vozilo. Dizajni postoje za različite inačice oklopnih transportera i borbenih vozila pješaštva, komunikacijskih inačica, ambulantna inačica i različite inačice za vatrenu potporu s minobacačima velikog kalibra i topovskih sustava. Jedna od glavnih osobina je ta da Patria AMV ima zaštitu od mina do 10 kg TNT.

## Dizajn

### Karakteristike
Model Patrije AMV u verziji 8×8 teži od 16 do 24 tone. Maksimalni teret koji AMV može prevesti je 10 tona, a ukupan volumen slobodnog prostora unutar vozila je 13 m3.
U izvedbi 6×6 može prevesti do 6 tona tereta. Masa praznog vozila je 12, a punog 18 tona. Patria AMV 6×6 ima sličnu opremu kao i veća izvedba, ali je pokazala slabije terenske sposobnosti.

### Pokretljivost
Patriju AMV pokreće DI 12 Scania Dieselov motor koji razvija 490 KS (360 kW) uz najveći okretni moment od 1974 Nm. Snaga se prenosi na svih 6 ili 8 kotača. AMV je konstruiran tako da se može u njega ugraditi i neki drugi Dieselov motor kao što su Caterpillar, Cummins i MTU najveće snage 550 KS i 2090 Nm najvećeg okretnog momenta. Snaga se prenosi automatskim mjenjačem ZF Ecomat 7HP902 koji ima 7 stupnjeva prijenosa za kretanje naprijed i jedan za kretanje unatrag. Dimenzije guma su 14.00 R20. Gume su opremljene s "run-flat" uređajem uz pomoć kojeg vozilo može nastaviti vožnju iako je guma pogođena. Uz "run-flat" uređaj dobra terenska svojstva pruža centralni sustav napuhavanja guma (CTIS) koji može povećati ili smanjiti tlak u svakoj gumi, ovisno o terenu. Ovijes je neovisan, hidro-pneumatski i omogućava mijenjanje udaljednosti vozila od tla. Najveća brzina AMV-a je preko 100 km/h, a domet s jednim punjenjem spremnika goriva je oko 800 km. Patria AMV može savladati prednji uspon uspon od 60% i bočni nagib od 30%.
AMV može vožnjom prijeći vodenu prepreku duboku 1,5 metara i ima amfibijske sposobnost. Na stražnjoj strani vozila postavljena su dva propelera. Da bi AMV mogao ploviti mora biti lakši od 18 tona. Plovna brzina je od 8 do 10 km/h.

### Oklop
Osnovna zaštita AMV-a je oklop koji se sastoji od zavarenih čeličnih ploča. S ovim oklopom, AMV je otporan na metke kalibra 7,62 mm u bilo koji dio vozila. Ovaj oklop može se lako nadograditi s oklopom za bolju minsku zaštitu. AMV može izdržati eksploziju do 10 kg TNT-a. Novi model Patrije AMV imaju višeslojni oklop koji pruža znatno veću zaštitu od homogenog čeličnog oklopa. 
Na poljske KTO Rosomak predviđa se ugradnja Szerszen aktivni sustav zaštite. Ovaj sustav uz pomoć radara koji ima milimetarsku preciznost otkriva prijeteće projektile i uništava ih.

### Naoružanje
Patria AMV može se naoružati različitim naoružanjem. Poljski KTO Rosomak naoružan je 30 mm topom i strojnicom 7,62 m. Jedno od možda najefektivnijih naoružanja je ono s minobacačkim sustavom AMOS. Sustav se sastoji od dva topa kalibra 120 mm koji mogu pucati istovremeno. Maksimalna brzina paljbe je 26 granata u minuti. Isti sustavi koriste se i na brodovima i drugim oklopnim vozilima. Patria NEMO naoružana je kupolom i topom kalibra 120 mm koji teži samo 1550 kg. Napravljen je kako bi se ugrađivao na lakša oklopna vozila. 
Na Patriju AMV može se ugraditi i norveška daljinski pokretana oružana stanica tvrtke Kongsberg. Kupola i strojnica su daljinski pokretane. Topnik koji upravlja u unutrašnjosti vozila, ispred sebe ima joystick i monitor. Ovakvo naoružanje se pokazalo vrlo učinkovito u urbanim sredinama i na urbanom ratištu, jer se nitko od članova posade ne izlaže neprijateljskoj vatri. Na ostalim vozilama, na kojima je strojnica bila samo montirana, netko od posade je trebao izaći van kako bi mogao upravljati strojnicom. Na takav način su u urbanim sredinama bili veliki gubici u ljudstvu. Oružanu stanicu su prvi testirali američki vojnici u Iraku na oklopnim vozilima Stryker, gdje se pokazala kao dobro rješenje u urbanim borbama i kao naoružanje takve vrste vozila. Ista oružana stanica se može postaviti i na druga vozila kao npr. Piranha III ili Boxer. Na tu oružanu stanicu mogu se ugraditi strojnice od kalibra 5,56 do 12,7 mm, ali i lanseri za protuoklopne rakete, 40 mm bacač granata ili različite cijevi za ispaljivanje signalnih i dimnih granata. Hrvatska je za svoja vozila Patria AMV u standardnoj izvedbi 8×8 odabrala kao naoružanje daljinski pokretanu oružanu stanicu. Na nju je postavljena 12,7 mm strojnica, termovizijska kamera za mogućnost djelovanja noću, laserskog daljinomjera i označivača cilja i sanduka sa streljivom za strojnicu.

## Verzije

### Patria AMOS-AMV
Patria Amos-AMV je oznaka za samovozni minobacač kalibra 120 mm. Specifičnost Amos-AMV-a je što je opremljen dvocijevnom kupolom. Amos-AMV ima 84 granate kalibra 120 mm spremnih za uporabu, što je u odnosu na druga vozila s topom istog kalibra puno ili čak dvostruko više. Uz njih svako vozilo ima i šest vođenih protutenkovskih granata. AMOS sustav može djelovati autonomno uz znatnu paljbenu moć. Ima mogućnost izravnog i neizravnog paljbenog djelovanja. Sastavni dio Amosa su i sustavi za automatizirano manipuliranje streljivom i snažna računala za upravljanje paljbom (SUP). Poluautomatski punjač omogućava brzinu paljbe od čak 26 granata u minuti. Posebnim režimom paljbe ostvaruje učinak istodobnog pada 14 projektila na cilj, a maksimalni mu je domet 10 km. Zbog toga samo jedna kupola Amos može ostvariti isti paljbeni učinak kao i četiri klasična minobacača. Kupola ima mogućnost djelovanja u svih 360 stupnjeva, a ugrađeni sustav pokretanja i stabilizacije cijevi omogućuje zauzimanje elevacije od -3 do +85 stupnjeva. To je jedna od većih prednosti Amosa jer se može rabiti i za izravnu paljbu (pritom je domet od 150 do 1550 metara), recimo u gradskim borbama ili u samoobrani. Posada se sastoji od zapovjednika, topnika, punitelja i vozača.

### Patria NEMO
Patria NEMO je Patria s jednocjevnim sustavom NEMO (New Mortar), koji je prvi put prikazan i postavljen na oklopnom vozilu AMV 8×8 na izložbi Eurosatory 2006. godine. Nemo je osnovan na sustavu Amos. Kako bi se što bolje zadovoljile potrebe potencijalnih kupaca, Nemo je razvijen kao modularni sustav visoke prilagodljivosti. Masa mu je smanjena na prihvatljivijih 1550 kg, tako da se kupola može postaviti i na manja vozila kao što su vozila konfiguracije 6×6, manji gusjeničari i manji brodovi. Besposadna kupola sustava Nemo rabi iste podsustave kao i Amos te isto streljivo. Poluatomatski punjač joj omogućuje ispaliti u prvoj minuti djelovanja deset granata, dok je dugotrajna brzina paljbe odličnih sedam granata u minuti. Prva se granata može ispaliti 30 sekundi nakon zaustavljanja vozila, a paljbeni položaj može napustiti samo deset sekundi nakon ispaljenja posljednje granate. Vozilo veličine AMV-a može nositi borbeni komplet od 50 do čak 60 granata. Patria je prvi izvozni uspjeh ostvarila neposredno nakon predstavljanja Nema. Sredinom 2006., slovenska vojska naručila je čak 135 AMV-a, od kojih će neke opremiti sustavima Nemo.

### KTO Rosomak
KTO Rosomak je Paria AMV borbeno oklopno vozilo koje je namijenjeno Poljskoj. Na tijelo AMV-a postavljena je talijanska kupola Hitfist 30 koju proizvodi tvrtka "OTO Melara". U kupoli je kao glavno oružje postavljen top kalibra 30 mm ATK Gun Systems Company MK 44 i strojnica 7,62 mm UKM-2000C poljske tvrtke ZM Tarnow. Dvočlana posada kupole ima moderna radna mjesta, svako s kolor LCD zaslonom dijagonale 25 cm na kojima se prikazuju podaci s borbenog informacijskog sustava i podaci sa sustava za upravljanje paljbom Galileo Avionica Kollsman.
Ugrađen je najnoviji sustav za samozaštitu SSP-1 i upozoravanje na osvijetljenost laserom OBRA-3 poljske tvrtke "Przemyslowe Centrum Optyki" iz Varšave. Postavljeno je i šest bacača dimnih kutija kalibra 81 mm.
Poljsko ministarstvo obrane dobilo je prijedlog o opremanju KTO Rosomak sa Szerszen poljskim aktivnim zaštitnim sustavom. 
Ako poljsko ministarstvo obrane izabere Szerszen za opremanje Rosomaka, KTO Rosomak bi mogao biti jedan od najbolje zaštićenih oklopnih vozila.
Sustav Szerszen može uništiti bilo koju vrstu protuoklopnog oružja, bez obzira na putanju i način vođenja. Može zaustaviti sve projektile, od onih koji dolaze brzinom od 70 m/s pa do potkalibarnih projektila s brzinom od oko 1000 m/s.
Sastoji se od nekoliko autonomnih modula raspoređenih po vozilu, koji se aktiviraju sa središnjega zapovjednog sustava u vozilu. Nakon aktiviranja, moduli su spremni za djelovanje za šest sekundi, odnosno nakon procedure samotestiranja i izbacivanja jednog od dva cjevasta aktivna elementa iz oklopnog kućišta. Svaki od aktivnih elemenata sastoji se od aktuatora, eksplozivne fragmentirajuće bojne glave, radara i potrebne elektronike.
Dolazeće projektile otkriva milimetarski radar u aktivnom elementu, koji pokriva 150 stupnjeva po azimutu i od -6 do +20 stupnjeva po elevaciji. Računalo obrađuje podatke i procjenjuje što je najveća opasnost i što treba gađati. Sustav je namješten tako da ignorira sporo leteće objekte i projektile malog kalibra. Nakon definiranja cilja ispaljuje se projektil, koji eksplozivnim udarom i fragmentima uništava projektil ili mu drastično mijenja putanju.

## Vojna povijest

### Rat u Afganistanu
Poljska kopnena vojska koja sudjeluje u ISAF-ovoj akciji rata u Afganistanu od 2007. godine, opremljene su s 35 KTO Rosomak borbenih oklopnih vozila. KTO Rosomak opremljen je višeslojnim oklopom. Poljska KTO vozila napadnuta su u Afganistanu 2008. godine od strane Talibana. KTO Rosomak pogođen je bio tri puta s RPG-7 raketom, no oštećeni KTO uzvratio je paljbu i samostalno se vratio u bazu. U lipnju 2008. godine Talibani su s RPG-7 raketom pogodili KTO Rosomak u prednji dio tijela, ali oklop nije bio probijen. Patria AMV napadnuta je nekoliko puta s minama i eksplozivom, ali ni jedno vozilo nije uništeno.

## Korisnici
Finska - Finska vojska je naručila 24 Patrije AMV s AMOS minobacačkim sustavom i 64 s daljinski upravljanom strojnicom ili bacačem granata. Standardna verzija u finskoj vojsci znana je kao XA-360, a verzija s AMOS minobacačkim sustavom XA-361.
 Hrvatska - U srpnju 2007. hrvatsko Ministarstvo obrane odabralo je nakon dužih natječaja i testova Patriju AMV za novo borbeno oklopno vozilo Hrvatske kopnene vojske. U ugovoru vrijednom 112 milijuna eura naručeno je 84 AMV-a u verziji 8×8. Prvotni plan je plan bio uz 84 vozila u verziji 8×8 kupnja još 42 AMV-a u verziji 6×6, ali je ideja odbačena. U planu je kupnja još 42 AMV-a u verziji 8×8. Prvih šest vozila u Hrvatsku bi iz Patrijine tvornice u Finskoj trebala stići do kraja 2008. Preostala vozila proizvodit će se u Đuri Đakoviću. Svih 84 vozila bit će isporučeno do 2012. godine, a prva dva vozila su isporučena iz Finske 9. prosinca. Dopremljena su u tvornicu "Đuro Đaković" gdje će biti izvedena dodatna testiranja te ugrađena daljinski upravljana strojnica.
 Poljska - Poljska je prvi kupac koja je 2002. naručila ukupno 690 Patria AMV vozila (KTO Rosomak) koje bi trebale biti isporučene u periodu od 2004. – 2013. godine, sljedeće 205 od 2014. – 2018. Poljska vojska je naručila 313 Patria AMV s talijanskom kupolom OTO Melara s 30 mm topom, 125 u izvedbi oklopnih transportera i 81 zapovjedno vozilo. Poljska će vojska dobiti i manji broj AMV-a u inačicama inženjerijskog i sanitetskog vozila. Osim konfiguracije 8×8 dio je vozila naručen i u konfiguraciji 6×6. Više od 160 Rosomaksa (poljska oznaka za AMV) dopremljen je kupcu od početka isporuke 8. siječnja 2005. Tek je nekoliko prvih vozila proizvedeno u Finskoj, a od 2005. cjelokupna proizvodnja poljskih AMV-a preselila se u poljski Wojskowe Zaklady Mechaniczne. Nekoliko Patria poljska je poslala svojim jedinicama u Afganistanu. Patria vozila namijenjena poljskoj poznata su još pod nazivom KTO Rosomak.
 JAR - U svibnju 2007. godine Južnoafrička tvrtka Denel Land Systems je potpisala ugovor za izgradnju poboljšanih verzija Patrija AMV s većom balističkom i minskom zaštitom. Ovi AMV-ovi namijenjeni su Južnoafričkoj vojsci. Patria AMV će zamijeniti Južno Afričke Ratele. Naručeno je pet različitih verzija: zapovjedna, minobacačka, verzija s raketama, u verziji vozila za prijevoz pješaštva i AMV za topničku podršku. JAR je naručio 264 Patria.
 Slovenija - U lipnju 2006. godine Slovensko ministarstvo obrane odlučilo je da će Patria AMV biti novo borbeno oklopno vozilo Oružanih snaga Slovenije. Patria će isporučiti Sloveniji 135 AMV vozila do 2011. godine, neke opremljene s NEMO topom, a ostale s Kongsberg kupolom. Većina vozila bit će napravljeno u Sloveniji u suradnji sa slovenskim tvrtkama Rotis i Gorenje.
U finskoj je pokrenuta istraga o navodnom potplaćivanju Slovenskog ministarstva obrane i premijera Janeza Janše u vezi s odabirom baš Patrije za novo borbeno oklopno vozilo Slovenske vojske.
 Švedska - Švedska je potpisala ugovor za nabavu 113 borbenih oklopnih vozila Patria AMV, ali švedski sud naredio je ponavljanje natječaja za nabavu. U kolovozu 2010. Švedska je naručila 113 vozila s opcijom da se broj naručenih vozila udvostruči. U poslu će se primijenjivati offset u stopostotnom omjeru. Svih 113 vozila trebali bi biti predani švedskim oružanim snagama do kraja 2013. godine.
 Ujedinjeni Arapski Emirati - U siječnju 2008. godine Patrija je objavila da su Ujedinjeni Arapski Emirati zainteresirani za Patria AMV vozila s kupolom s ruskog BMP-3. Točan broj naručenih AMV-ova nije poznat.

## Vanjske poveznice
|  | Zajednički poslužitelj ima stranicu o temi Patria AMV    |
|  | Zajednički poslužitelj ima još gradiva o temi Patria AMV |

- (hr) Službene stranice tvrtke Patria  Arhivirana inačica izvorne stranice od 20. siječnja 2010. (Wayback Machine)
- (en) Službena stranica proizvođača Kongsberg oružane stanice